# Paragryllodes dissimilis
Paragryllodes dissimilis is een rechtvleugelig insect uit de familie krekels (Gryllidae). De wetenschappelijke naam van deze soort is voor het eerst geldig gepubliceerd in 1999 door Desutter-Grandcolas.